# Ostaszewo (Mazovie)
Pour les articles homonymes, voir Ostaszewo.
Ostaszewo (prononciation : [ɔstaˈʂɛvɔ]) est un village polonais de la gmina de Sońsk dans le powiat de Ciechanów de la voïvodie de Mazovie dans le centre-est de la Pologne.
Il se situe à environ 100 kilomètres au nord de Varsovie (capitale de la Pologne).
Le village possède une population de 77 habitants en 2006.

## Histoire
De 1975 à 1998, le village appartenait administrativement à la voïvodie de Ciechanów.